# Ramón Gil Roldán
Ramón Gil-Roldán y Martín (Santa Cruz de Tenerife, 1881- 1940) fue un político, abogado, periodista y escritor español. Era de ideas republicanas y autonomistas.
Licenciado en Derecho por la Universidad de Sevilla (1906), fue maestro nacional, abogado, catedrático de Derecho Romano e Historia del Derecho en la Universidad de La Laguna y presidente de la Junta de Obras del Puerto de Santa Cruz de Tenerife (1931.1933), así como diputado a Cortes por el Partido Republicano Tinerfeño, y presidente de la Mancomunidad Provincial Interinsular de Santa Cruz de Tenerife hasta 1936. 
En 1908 participó en la Asamblea Tinerfeña, y defendió la Ley de Cabildos Insulares de 1912. Se opuso a la división provincial, y defendió la autonomía de Canarias, participando en el intento de elaboración de un estatuto de autonomía, frustrado por la guerra civil española.
En 1915 actuó como maestro de ceremonias en la inauguración del Teatro Leal, en San Cristóbal de La Laguna. Fue autor de obras literarias como El Crimen de Arguayo o el poema de La Tierra y la Raza (incluida en la Cantata del Mencey Loco).